# Lake Henry, Minnesota
Lake Henry är en ort i Stearns County i Minnesota. Vid 2020 års folkräkning hade Lake Henry 72 invånare.